# Pingo (fermento láctico)

## Descrição
O pingo é uma designação dada no estado brasileiro de Minas Gerais a um fermento láctico natural recolhido do soro que sai ou pinga do próprio queijo.
É ingrediente fundamental para o preparo do queijo artesanal, sendo também o transmissor do paladar, textura e aroma.
É formado, ao menos, por dois grupos de bactérias: Lactococus lactis e Lactococus cremoris.